# Hinsides sult
Hinsides sult er en dansk dokumentarfilm fra 1982 instrueret af Arild Vollan og efter manuskript af Graham Haucock.

## Handling
Reportage fra en flygtningelejr i Somalia, hvortil mænd, kvinder og børn er kommet efter at være flygtet fra krig og tørke i Etiopien.